# イドカダイ
イドカダイ（モンゴル語: Iduqadai,中国語: 亦都合歹,? - ?）とは、13世紀初頭にモンゴル帝国に仕えた千人隊長(ミンガン)の一人。『元朝秘史』では亦都合歹(yìdōuhédǎi)と漢字表記される。
チンギス・カンによって次男チャガタイの王傅に任ぜられ、イドカダイ率いる千人隊はチャガタイ・ウルスの原型となった。

## 概要
『元朝秘史』によると、イドカダイは1206年にモンゴル帝国が建国された際にチンギス・カンによって任命された95名の千人隊長(ミンガン)の一人で、『元朝秘史』の功臣表では66位に列せられている。ただし、イドカダイの出自、チンギス・カンに仕えるに至った経緯などは全く記録がない。
その後、チンギス・カンによる諸子(ジョチ・チャガタイ・オゴデイ)諸弟(カサル・カチウン・オッチギン)への千人隊の分封が始まると、イドカダイはバルラス部のカラチャル、バアリン部のココチュス、ジャライル部のムゲらとともにチャガタイの王傅とされ、イドカダイら4人の率いる千人隊(ミンガン)はチャガタイ・ウルスの原型となった。
ペルシア語史料の『集史』にはイドカダイに関する言及はないが、「チャガタイにはバルラタイ・カラチャルの千人隊と、ムカ・ノヤン(モゲ)の千人隊と、その他2つの千人隊が与えられた」旨の記述があり、この名前の伝えられていない千人隊長の一人がイドカダイであると考えられている。

## 初期チャガタイ・ウルスの4千人隊
- バアリン部のココチュス
- バルラス部のカラチャル
- ジャライル部のムゲ
- 出自不明のイドカダイ